# Ivaylo Markov
Ivaylo Markov (Sofía, 5 de junio de 1997) es un futbolista búlgaro que juega en la demarcación de defensa para el F. C. UTA Arad de la Liga I.

## Selección nacional
Tras jugar en varias categorías inferiores de la selección, finalmente hizo su debut con la selección de fútbol de Bulgaria en un partido de clasificación para la Eurocopa 2024 contra Hungría que finalizó con un resultado de 3-0 tras los goles de Bálint Vécsei, Dominik Szoboszlai y Martin Ádám.

## Clubes
| Club                           | País     | Año       | Partidos | Goles |
| ------------------------------ | -------- | --------- | -------- | ----- |
| PFC Slavia Sofia               | Bulgaria | 2014-2016 | 0        | 0     |
| FC Slivnishki Geroy (cedido)   | Bulgaria | 2016      | 14       | 2     |
| PFC Lokomotiv Plovdiv          | Bulgaria | 2016      | 2        | 0     |
| FC Tsarsko Selo Sofia (cedido) | Bulgaria | 2017      | 12       | 0     |
| PFC Lokomotiv Plovdiv          | Bulgaria | 2017      | 9        | 0     |
| FC Dunav Ruse                  | Bulgaria | 2018      | 0        | 0     |
| PFC Cherno More Varna          | Bulgaria | 2018      | 0        | 0     |
| FC Tsarsko Selo Sofia          | Bulgaria | 2018-2021 | 67       | 0     |
| Hapoel Hadera FC               | Israel   | 2021-2022 | 34       | 1     |
| Podbeskidzie Bielsko-Biała     | Polonia  | 2022-2023 | 22       | 0     |
| F. C. UTA Arad                 | Rumania  | 2023-     | 6        | 0     |